# هارون چخانسوری
هارون چخانسوری "زاده ۵ آبان ۱۳۵۷ ‏(۴۶ سال) (چخانسور)" سیاستمدار افغان است که از سال ۱۳۹۹ تا ۱۴۰۰ وزیر معدن و نفت افغانستان و قبل از آن معاون سیاسی و سرپرست وزارت خارجه بود.
 ایشان از سال ۱۳۹۵ سخنگوی و رئیس تشریفات ریاست جمهوری بودند.